# كيمبرلي جونسون
كيمبرلي جونسون (بالإنجليزية: Kimberly Johnson)‏ هي كاتِبة وشاعرة أمريكية، ولدت في 1971.